# Кислий Павло Степанович
Павло́ Степа́нович Ки́слий ( 5 березня 1933, Мала Олександрівка Бориспільського району — 2 грудня 2019, Київ) — український діяч, доктор технічних наук, професор, академік НАН України, академік Міжнародної академії кераміки та Академії інженерних наук України, заслужений діяч науки і техніки України — 1993. Народний депутат України 1-го скликання, борець за незалежність України у ХХ сторіччі.

## Біографія
Народився в родині колгоспників. У 1952 році вступив до Київського політехнічного інституту. Закінчив металургійний факультет за спеціальністю «Металознавство, устаткування і технологія термічної обробки металів».
З 1957 — на роботі в Інституті проблем матеріалознавства НАН України. В 1957—1966 роках працював інженером, старшим інженером, керівником групи, провідним інженером, молодшим науковим співробітником, старшим науковим співробітником, в 1966—1977 — керівник відділу.
У 1977—1990 роках — на посаді заступника директора Інституту надтвердих матеріалів ім. В. М. Бакуля НАН України, очолював відділ тугоплавких надтвердих матеріалів.
У 1977 році Кислого обрали членом Міжнародного Планзеєвського товариства порошкової металургії, 1979 — членом Міжнародного інституту науки з проблем спікання.
Головував на секції «Тугоплавкі з'єднання» Державного комітету науки і техніки СРСР (1977—1980), був членом Експертної Ради Вищої атестаційної комісії СРСР (1980—1985).
1990 року очолив Українську наукову асоціацію. Того ж року обраний народним депутатом Верховної Ради України (1990—1994).
З 1992 по 1994 рік — заступник голови комісії, голова комісії Верховної Ради України України з питань народної освіти та науки, державний службовець першого рангу — 1994, від 1995 — президент Асоціації народних депутатів України (по 1997).
У науковому доробку — над 300 наукових праць, з них 14 монографій і довідників, 162 авторські свідоцтва на винаходи.

## Автор винаходів
Серед його наукових зацікавлень:
- розробка процесів мундштучного пресування,
- спікання тугоплавких сполук та сплавів на їхній основі.

Серед зареєстрованих патентів —
- «Спосіб отримання багатошарових виробів та пристрій для його здійснення», в співавторстві з М. М. Прокопівим,
- «Індукційна піч для скікання кераміки», з Інатенком Валерієм Івановичем, професором Я. А. Крилем,
- «Електроліт для обробки поверхні алюмінієвих сплавів перед нанесенням полімерних покриттів», в колективі, зокрема, з Є. М. Кальбою.

## Поезія
- збірка пісень «Пісні Мами» −2002,
- збірка віршів «Живи вічно, Україно!» — 2002,
- автобіографічна повість «Довгий шлях у політику» — 2003.

## Автор книг
Написав книги про парламентаризм:
- «Комітети — основа діяльності законодавчих органів влади», 1997,
- «Становлення парламентаризму в Україні», 2000,
- «Народний депутат України», 2002.

## Нагороди та відзнаки
- Орден «За заслуги» III ст. (15 серпня 1997) — за особисті заслуги у розвитку української державності, активну законотворчу роботу та з нагоди шостої річниці незалежності України[1]
- Хрест Івана Мазепи (18 листопада 2009) — за визначний особистий внесок у відстоювання національної ідеї, становлення і розвиток Української незалежної держави та активну політичну і громадську діяльність[2]
- Заслужений діяч науки і техніки України (4 березня 1993) — за значний вклад у справу розбудови національної науки, особисті заслуги в розробці і створенні високоміцних та надтвердих металів[3]
- Орден «Знак Пошани» (1983)
- Медалі «За трудову доблесть» (1970), «За трудову відзнаку» (1967), «Ветеран праці» (1984), «В пам'ять 1500-річчя Києва» (1982)
- Лауреат премії ім. П. Г. Соболевського (1977), премії Ради Міністрів СРСР (1989)
- Нагороджений Почесною Грамотою Верховної Ради України (2001).

## Родина
Дружина Лідія Іванівна — кандидат технічних наук; син, Володимир — кандидат фізико-математичних наук, старший науковий співробітник Інституту напівпровідників НАН України; дочка, Галина — кандидат технічних наук, старший викладач Київського політехнічного інституту.